# Kytao
 (décembre 2023).
Si vous disposez d'ouvrages ou d'articles de référence ou si vous connaissez des sites web de qualité traitant du thème abordé ici, merci de compléter l'article en donnant les références utiles à sa vérifiabilité et en les liant à la section « Notes et références ».
Kytao, né en 1981 à Casablanca au Maroc, est un auteur, scénariste, photographe, compositeur et réalisateur franco-marocain.
Fin 2000, il fonde le collectif French Cut™, une société de production audiovisuelle, basée à Paris, ou il y produit et réalise notamment plus de 300 clips musicaux.

## Biographie
En 1992, Il s’envole pour la France et s’installe avec son père à Paris, dans le quartier de Stalingrad dans le 19e arrondissement. À l’âge de 16 ans, il commence la danse hip-hop au sein du Vagabond Crew, un célèbre groupe mondialement reconnu avec lequel il gagne plusieurs titres de championnats mondiaux.
Après l’obtention de son bac, et durant ses années d’étude en psychologie, il écrit un manga qui sera publiée au Japon, dont le protagoniste, nommé "Kytao" deviendra plus tard son nom d'artiste. Par la suite, il apprend les rudiments du cinéma, il travaille l’image, et s’exerce à l’écriture de scénarios et à la réalisation en autodidacte.
C’est durant une prestation de danse pour un clip vidéo, qu’il sera repéré par des photographes de plateau qui vont lui proposer de poser en tant que mannequin pour des magazines mode tels que Vogue, GQ…
Par l’intermédiaire de Sofia Boutella, il commence une carrière de mannequin défilé pour Benetton, Nike, Marithé&François Girbaud, Dior, Yves Saint Laurent, et sera notamment durant deux années, l’égérie du couturier japonais Yamamoto.
En 2011, la danse et la modélisation du corps par la lumière lui donneront le goût pour l'esthétisme et lui donnera l’envie de maitriser le style clair-obscur. Il se tourne donc vers la photographie et développe son identité artistique reconnaissables dans ces photos et portraits.

## French Cut
En 2000, il fonde un collectif artistique nommé « French Cut », une agence de production, de communication, de production musicale et de développement d’images.
Le collectif devient une référence dans l’image et la direction artistique ou Il y incorpore sa touche et sa vision. Son travail devient de plus en plus reconnu et plébiscité.

## Réalisations

### Clips musicaux
- 2001 : Change La brigade
- 2005 : La vie qui va avec Sefyu
- 2006 : Yafoye African vibes
- 2006 : Approches toi Eden
- 2006 : 1x 2x 3x Aelpeacha
- 2006 : Prononces mon nom Sheraz
- 2006 : Soca mani Féfé typical & Tiwoni
- 2007 : On ne sait pas abandonner Heckel et Geckel & le Rap Français
- 2007 : C'est calme Heckel et Geckel
- 2007 : Ya zina jibi chicha Wazou
- 2007 : Nuit de flammes Mokobe & Diam's
- 2007 : Frais Rohff
- 2007 : Le charme de la tristesse Kamelancien
- 2007 : 1 Putain 2 Son Kamelancien
- 2007 : Le retour de flamme Kamelancien
- 2007 : J'résiste feat Kery James & Sweelym
- 2007 : Représente ta rue Les sales blancs
- 2007 : Le son du ghetto Neil
- 2007 : Chien de guerre Tombokarnage
- 2007 :  Veridik Son Gapozé
- 2007 : GTA TLF
- 2007 : Les Enfants terribles Mac Kregor
- 2007 : Ma Revanche L'Ami Midha
- 2007 : Toujours au front James Izmad
- 2008 : Au carrefour de la douleur Princess Anies
- 2008 : Hein mon zincou Seth Gueko
- 2008 : Freestyle Cimetière Kaaris
- 2008 : La rumeur Tanikie Larson
- 2009 : Dans le Ghetto - Chodo & Mic Fury
- 2009 : La maladie - WASSIL
- 2009 : Les funérailles de Skyrock 400 Hyenes & Ekoué
- 2009 : Y a pas plus mafieux que moi OMNP
- 2009 : Pain Is So Beautifull Montoya Oshot
- 2009 : Be like me Montoya Oshot
- 2009 : Precieux L'Skadrille
- 2009 : Freestyle RGT Kaaris
- 2009 : Spectateur du Désespoir Mac Kregor
- 2009 : C’est foutu Kamelancien
- 2009 : De l’autre cote de la Nuit Kaaris & Mac Kregor
- 2009 : Gangsta Lartiste
- 2010 : Rap de Kaboul Kamelancien & Lartiste
- 2010 : Freestyle M.A.O Lartiste
- 2010 : Le box TLF
- 2010 : C'est foutu Kamelancien
- 2010 : 21 juin Lartiste
- 2011 : Dj Bledia 16AR de L'Skadrille
- 2011 : OVNI Les sales blancs
- 2011 : Ca va l'faire GSX & Tunisiano
- 2012 : CHAWARMA MIC Fury
- 2012 : La Maladie Wassil
- 2012 : Mind Explosion Diden & Flash Monster
- 2013 : Love in America remix Mohombi & Lil Wayne
- 2013 : Sexationnel Seth Gueko
- 2013 : Bad CowBoy Seth Gueko
- 2013 : truc 2 fou Diden
- 2014 : Farang Seth Seth Gueko
- 2014 : The wonder that you are Loretta
- 2014 : TURN THE FU#K UP DJ R-WAN & P. Diddy
- 2014 : Solo Mooj
- 2015 : Panam Jorell
- 2015 : Cest Pas Fini Jorell
- 2015 : Sounds Ryan Leslie & Bobby Valentino
- 2015 : Toi et moi ZO & RALANA
- 2015 : Darth Vader Tribute SYLVAIN BEZIA
- 2015 : Bent Bledi Diden & Cheb Hocine
- 2016 : Mobylette Jorell & Mokobe
- 2016 : Inchallah Jorell
- 2016 : Le moral Lartiste
- 2016 : Mamzelle DJ Deedir & Leck & Nej
- 2017 : Anti Ah7la Malak Aymen Serhani
- 2020 : Cash Worms-t
- 2020 : King Heaven Noah Lunsi
- 2021 : Je sais Skia
- 2021 : Fais-le Malik
- 2022 : Bailla Dj Moh Green & Fally Ipupa & Djodje
- 2022 : Affaires classées - KVM
- 2022 : BPM KVM
- 2023 : Training day Loki & Dry
- 2023 : Pour la Paix Freeze Corleone & 2Key
- 2023 : JIYU Kytao

### Court métrage
- 2004 : R.A.T.P Training
- 2005 : After Drive By
- 2006 : Massacre a la tronçonneuse CLIO avec Guillaume Delaunay
- 2007 : "25 Years Old" Nike Air Force
- 2015 : La Valse Du Vagabond
- 2018 : Clochard avec Dimitri Boetto
- 2019 : Le complexe de Dieu avec Dimitri Boetto
- 2019 : Afro Samuraï avec Mansour Barnaoui

## Publication
- 1999 : Kytao manga sorti chez Les Montagnes Blanches éditions à Tokyo
- 2023 : « HEROES » livre d’art photographique sur l’univers du cosplay sorti chez French Cut éditions et Alopex éditions

## Participation
- 2023 - "AFRICAN PROUD CONTEST" - membre du jury

## Musique
- 2018 : I love it (remix)
- 2020 : Goto
- 2020 : Jyiu
- 2020 : Go Fuck Yourself
- 2020 : Gooba Trap (remix)
- 2021 : Starboy (remix)
- 2022 : Hakai
- 2022 : The motto
- 2022 : Nooran sisters (remix)
- 2023 : Lemonade
- 2023 : Lite it up
- 2023 : Circles (remix)
- 2023 : Amir Madina
- 2023 : My Salsa (remix)

## Photographie

### Albums
- 2007 : Le charme de la tristesse (réédition) - Kamelancien
- 2010 : Rap 1.9 - Lartiste
- 2013 : NEXT LEVEL - DJ R-Wan
- 2019 : Invincible - Sinik
- 2019 : Flex Tape - Busta Flex & Dj Master Mike
- 2019 : Mon Silence - Freko
- 2019 : Best Of - Freko
- 2019 : Machine - Wojtek
- 2019 : Ulteam Radio Volume 1 - Ulteamatom
- 2019 : Ulteam Radio Volume 2 - Ulteamatom
- 2020 : Mauvais Présage - ULTEAMATOM
- 2020 : Wingardium Leviosa - Wojtek
- 2020 : Paradise - Wojtek
- 2020 : Angle mort - Melan
- 2020 : International MC - Grodash
- 2020 : J’ai rapé - Melan
- 2020 : Demonstrada 2.0 - Demon One
- 2020 : 93 Jotunheim - Loki
- 2020 : Débrouillard - Beny
- 2020 : Best of volume 2 - SWIFT GUAD
- 2021 : Best Of Anthology - SWIFT GUAD
- 2021 : Starboy Remix - Kytao
- 2021 : Meta - SAKO (chiens de paille)
- 2021 : Big - Hache-P
- 2021 : Mauvais garçon bien - Specymen
- 2021 : Barcelona - Caramelo
- 2021 : Marsupilami - Anas de Nazareth
- 2021 : Morne - Sizlac
- 2022 : Matière Noire - Worms-T
- 2022 : 1981 - Grodash & Swift Guad
- 2022 : Tout moi - Specymen
- 2022 : Insortables - Specymen
- 2022 : Quelques gouttes de plus - Calbo
- 2022 : kilogramme - Brasco
- 2022 : Africain - Jango Jack
- 2022 : Tropicloud - Kamnouze
- 2022 : On arrive - Aguib
- 2022 : Best of 2 - Ol Kainry
- 2022 : Caramelove - Caramelo
- 2022 : kilogramme - Brasco
- 2022 : Monada electro - Caramelo
- 2022 : Niggaz in Paris (remix) - Zacc serum & Squa Lee
- 2022 : Polyvalent - Gerrick
- 2022 : Bugger - Ava Baya
- 2022 : Africain - Jango Jack
- 2022 : MDT 1.5 - Jr O Crom
- 2022 : Paradise - Wojteck
- 2022 : Tropicloud - Kamnouze
- 2022 : Best of 2 - Ol Kainry
- 2022 : Meta - Sako (chiens de paille)
- 2022 : Reborn - Driss Lahlou
- 2022 : Casanegra - Kazablanka
- 2023 : La trentaine - Melan
- 2023 : King Heaven - Noah Lunsi
- 2023 : Minuit - Baek
- 2023 : Be There for You - Dj Yavin
- 2023 : Parcours sans fin - Thomas Mendjy
- 2023 : Kali Yuga - Loki
- 2023 : Graine de vie - DJ Big Abbey
- 2023 : Incipit - Kazablanka
- 2023 : Ma belle - Ivaanyh
- 2023 - Manga Story - Jean-Pierre Savelli & Sandy

### Singles et Remixes
- 2018 : I Love It Remix - Kytao
- 2018 : Eclipse - Loki
- 2018 : Elle Fume le Bédo - Loki
- 2018 : Pookie remix - DJ Kemar
- 2019 : Parle Moi - SEP
- 2019 : Le Temps - Freko
- 2019 : Go Fast - Sir Samuel
- 2019 : Cagoule - Loki
- 2019 : El Chapo - Loki
- 2019 : TDCH - Loki
- 2019 : Flaga Diez - Loki
- 2019 : Roule le Papier - Loki
- 2019 : J'men fous - Celena SFEZ
- 2019 : Djigi - Caramelo
- 2019 : Touner la page - Azize Diabate
- 2020 : Go - Caramelo
- 2020 : Yaya - Caramelo
- 2020 : Chloroquine - Brasco
- 2020 : boyfriend (remix) - Mehdi-badi
- 2020 : A vava inouva (remix) - Caramelo
- 2020 : Au DD (remix) - Caramelo
- 2020 : Bonjour Montmartre - Caramelo
- 2020 : Belleville Flowers - Caramelo
- 2020 : Le rêve blanc - Caramelo
- 2020 : Noss Noss - Caramelo
- 2020 : All the way up remix - DJ Kemar
- 2020 : Khapta remix - DJ Kemar
- 2020 : Anthologie volume 1 - Jango Jack (by Dj Mel-A)
- 2020 : Anthologie volume 2 - Jango Jack (by Dj Mel-A)
- 2020 : Anthologie volume 3 - Jango Jack (by Dj Mel-A)
- 2020 : Anthologie volume 4 - Jango Jack
- 2020 : Raggada Morocco - Dj Yavin
- 2020 : J'ai rapé - Melan
- 2020 : Airbnb - Liky
- 2020 : Minuit Pile - Otman & Wojtek & Loki
- 2020 : Vrai OG 3 - Tookie
- 2020 : Chloroquine - Brasco
- 2020 : Polyvalent - Gerrick
- 2020 : Bugger - Ava Baya
- 2020 : Cash - Worms-T
- 2020 : Confiné - Worms-T
- 2020 : Jiyu - Kytao
- 2020 : GOOBA Trap Remix - Kytao
- 2020 : Go Fuck Yourself - Kytao
- 2020 : Néant - Loki
- 2020 : Darkness - Loki
- 2020 : Cafard en or - Loki
- 2020 : Éros & Thanatos - Loki
- 2020 : Essouflé - Loki
- 2020 : Automne - Loki
- 2020 : Goldilock - Loki
- 2020 : Eight - Loki
- 2020 : Zoltar - Loki
- 2020 : Beïda - Loki
- 2020 : E17 - Z
- 2020 : Galactique - Maya VI
- 2020 : La musica - Rajdi El Subliminal
- 2020 : Pourquoi - Mademoiselle Ely
- 2020 : Jimmy - Rahma
- 2020 : Wait Up remix - Gyver
- 2021 : Air Force - Mugen
- 2021 : Je sais - Skia
- 2021 : Marsupilami - Anas de Nazareth
- 2021 : Reloaded - Anas de Nazareth
- 2021 : Ould Derb - Caramelo
- 2021 : Fayrouz - Caramelo
- 2021 : Plata - Beny
- 2021 : Hideaway - Zacc Serum
- 2022 : Niggaz in Paris Remix - Zacc Serum
- 2021 : Zonda Pagani - Mugen
- 2022 : Training Day - Loki
- 2022 : 45 - Loki
- 2022 : Tesseract - Loki
- 2022 : L’orgueil - Loki
- 2022 : Filtré - Beny
- 2022 : Goto - Kytao
- 2022 : The Motto Remix - Kytao x Dj Zak
- 2022 : Hakai - Kytao
- 2022 : Nooran Sisters - Kytao
- 2023 : Amir El Madina - Kytao & Driss Lahlou & Anasart
- 2023 : Rakata - Zacc Serum & Squa Lee
- 2023 : Godzilla - Zacc Serum
- 2023 : Powerfull - Dj Yavin
- 2023 : Heaven Life - Dj Yavin
- 2023 : Good vibes - Dj Yavin
- 2023 : Barcelona - Caramelo
- 2023 : Monada electro - Caramelo
- 2023 : Mauvais - Amn
- 2023 : Rhaytoss - Worms-T
- 2023 : Tous les Jours - Worms-T
- 2023 : Tidry (remix) - Dj Yavin & Hamza Al Mahmdawi
- 2023 : Nar (remix) - Dj Yavin & Hamza Al Mahmdawi
- 2023 : Al Bahra (remix) - Dj Yavin & Mahmoud Alturky
- 2023 : Ya Khasara (remix) - Dj Yavin & Ghassan Alshami
- 2023 : Ya janti ya nari (remix) - Dj Yavin & Ghassan Alshami
- 2023 : Shebaa (remix) - Dj Yavin & Ghassan ALshami
- 2023 : Dafter Qadem (remix) - Dj Yavin & Oras Sattar
- 2023 : Raggada Morocco - Dj Yavin
- 2023 : Skunk #1 - Youba
- 2023 : D.S.P - Youba
- 2023 : Ma muse - Nina Oumou
- 2023 : Lit It Up - Kytao
- 2023 : Lemonade Remix - Kytao
- 2023 : My Salsa Remix - Kytao
- 2023 : Circles Remix - Kytao
- 2023 : Cheyenne - Loki
- 2023 : Bonhomme - Loki
- 2023 : Paradise - Maybow
- 2023 : Doucement - Maybow
- 2023 : Oubliew - DJ Big Abbey
- 2023 : Ma3lish - DJ Big Abbey
- 2023 : Drill out Miami - DJ Big Abbey
- 2023 : Mazal - DJ Big Abbey
- 2023 : Grazie - DJ Big Abbey
- 2023 : Bon vent - DJ Big Abbey
- 2023 : Rolex - DJ Big Abbey
- 2023 : Solitaire - DJ Big Abbey
- 2023 : Walk Away - Anas de Nazareth
- 2023 - Casablanca - Caramelo
- 2023 - Tyle remix - Anasart

### Affiches de Spectacles
- 2005 : Carte de séjour - Clandestino
- 2014 : Mort de Rire - Said el Khamsi
- 2016 : Life - Tareek
- 2017 : Restons Gentleman - Hammy Dimaria
- 2018 : DUO - Hocine Power & Djamel Kaïbou
- 2020 : Sa mère la plume - Wojtek
- 2022 : Sa mère la grosse plume - Wojtek
- 2022 : Je suis une bouffonne - Samia Orosemane
- 2022 : Rédemption - Marouane Sista
- 2022 : Un Tour de Ma Vie - Kader Bueno